# Джибутийско-йеменские отношения
Джибутийско-йеменские отношения — двусторонние дипломатические отношения между Джибути и Йеменом.

## История
Между странами давняя история хороших отношений. В 2008 году в средствах массовой информации появлялись сообщения о том, что Тарек бен Ладен планирует инвестировать денежные средства в строительство моста между Джибути и Йеменом через Баб-эль-Мандебский пролив. 13 октября 2009 года министр энергетики Йемена обсудил со своим коллегой из Джибути вопросы сотрудничества в области электроэнергетики и возможность создания единой системы электрификации между странами.
В июле 2010 года лидеры стран при встрече обсудили растущие экономические связи между Джибути и Йеменом. В начале 2011 года президенты двух стран встретились в столице Джибути для обсуждения ряда проблемных вопросов, таких как: борьба с пиратством и терроризмом. В конце января 2011 года контакты между странами были сведены к минимуму из-за начавшейся Революции в Йемене. В 2014 году в Йемене началась гражданская война, правительство Джибути с тревогой восприняло факт вооружённого конфликта в соседней стране. Большинство жителей Джибути арабского происхождения, чья родословная берет свое начало в Йемене.